# ОШ „Бошко Буха” Београд
ОШ „Бошко Буха” Београд је школа која се налази у Београду, градској општини Звездара. Добила је име по учеснику Народноослободилачке борбе, пиониру и борцу-бомбашу Друге пролетерске бригаде и народном хероју Југославије Бошку Бухи. Основана је 1963. године.

## Историја
Школа је настала послије реформе школства гдје су специјалне школе постале интегрални дио школског система тако што су се од специјалних одјељења при редовним школама формирале специјалне школе. Због недостатка простора, настава се одвијала на двије локације; у основној школи „Филип Вишњић” са шест одјељења и у основној школи „Драгица Правица” са четири одјељења. Септембра 1963. године школа коначно добија сопствени простор, у приземљу школе „Вељко Дугошевић”, у улици Милана Ракића број 41. Наредне године тачније 17. јануара 1964., школа је постала права образовно-васпитна установа, када је и добила име под којим је и данас – „Бошко Буха”. Адаптацијом школске зграде у улици XXI дивизије број 31, школа "Бошко Буха" је постала мјесто где су се могли одвијати сви облици васпитно-образовног рада. Касније су отворена и истурена одељења у приградским насељима, праћена почетком рада продуженог боравка 1972. године.

## Опис школе
Од 2009/2010. године, школа "Бошко Буха” ради по редовном плану и програму прилагођеним сваком ученику. Такође, од исте године постоји мобилни тим који ради при редовним школама, а од 2012/2013. прераста у тим за подршку дјеци са сметњама у развоју у редовним школама. Овај тим представља организациони облик преко кога се пружа стручна подршка наставном процесу редовне школе од стране дефектолога школе за образовање ученика са сметњама у развоју. Дефектолози пружају своју помоћ и подршку, која се огледа у саветодавно-инструктивном и корективном раду са ученицима, наставницима и стручним сарадницима, родитељима ученика и учествовањем у раду стручне службе и Стручног тима за инклузију редовне школе, током цијеле школске године. Школа својим ученицима пружа и ваннаставне активности као и секције (еколошка, ликовна, луткарска, текстилна, спортска и техничка).